# Hyaloteuthis pelagica
Hyaloteuthis pelagica — вид крупных хищных кальмаров из семейства Ommastrephidae, выделяемый в монотипический род Hyaloteuthis..
Максимальная длина тела самцов 8,1, самок — 10,5 см. Обитает в тропических водах Тихого, Индийского и Атлетического океанов на глубине от 0 до 1700 м. Распространен в основном в зонах пассатных течений и прилегающих частях центральных вод циклонических циркуляций; отсутствует в зонах экваториальной дивергенции. Встречается от эпипелагиали до мезопелагиали и верхней батипелагиали; обитает в открытых водах на больших глубинах более 400 м; не связан ни биологическим, ни океанографическим образом с донными и склоновыми водами. Параличинки и молодь обитают на глубине 50 м ночью и от 100 до 200 м днем. Полувзрослые и взрослые кальмары обитают в подповерхностных слоях от 15 или 20 м до 150 м ночью. Иногда наблюдались ночью на поверхности. Обитает на глубинах от 200 до 800 м днем. Численность популяции низкая или умеренная. Самцы достигают зрелости при длине мантии от 5,0 до 6,5 см (возраст от 80 до 100 дней), а самки созревают при длине от 5,0 до 9,0 см (возраст от 80 до 135 дней). Не существует выраженной географической изменчивости размера при зрелости или морфологии размера. Продолжительность жизни составляет полгода. Нерест происходит в течение всего года с некоторой сезонной изменчивостью активности. Нерестится периодически. Питается в основном молодью костистых рыб и кальмаров, гиперидными амфиподами, личинками крабов, щетинкочелюстными и в меньшей степени веслоногими рачками, креветками, эвфаузиидами и личинками костистых рыб. Хищники, питающиеся ими включают несколько океанических видов кальмаров-оммастрефид, Coryphaena, Alepisaurus, Sarda, различные виды тунцов и морских птиц. У берегов восточной Австралии на него охотится желтоперый тунец (Thunnus albacares). В тропической части Атлантического океана он является важной добычей нескольких рыб, таких как Thunnus albacares, желтоперый тунец, большеглазый тунец (Thunnus obesus), парусник (Istiophorus platypterus), голубой марлин (Makira nigricans), атлантический белый копьеносец (Kajikia albida) и малый копьеносец (Tetrapturus pfluegeri). Большинство неполовозрелых и взрослых кальмаров заражены гельминтными, в основном метацеркариями трематод семейства Didymozoidae, которые локализуются в цистах на внутренней стенке желудка. Считаются видом вне опасности, безвредны для человека, объектом промысла не являются.